# Félix Sellier
Pour les articles homonymes, voir Sellier.
Félix Sellier, né le 2 janvier 1893 à Spy et mort le 16 avril 1965 à Gembloux, est un coureur cycliste belge professionnel de 1920 à 1928.

## Biographie
Il remporte Paris-Roubaix le 12 avril 1925. Épuisé par l'effort, il s'écroule après avoir franchi la ligne d'arrivée en vainqueur avant de reprendre ses esprits.
Il a également gagné trois étapes du Tour de France et a été champion de Belgique sur route en 1923 et 1926.

## Palmarès
- 1912
  - Binche-Tournai-Binche
- 1919
  - Tour de Belgique indépendants
    - Classement général
    - 2e étape

  - 3e du Circuit Jemeppien
- 1920
  - 2e du Circuit Jemeppien
- 1921
  - Jemeppe - Bastogne - Jemeppe
  - 13e étape du Tour de France
  - 4e de Paris-Bruxelles
  - 5e de Paris-Brest-Paris
- 1922
  - Paris-Bruxelles
  - Arlon-Ostende
  - 14e étape du Tour de France
  - 2e du GP Wolber
  - 3e du championnat de Belgique sur route
  - 3e du Tour de France
  - 4e de Paris-Tours
- 1923
  -  Champion de Belgique sur route
  - Criterium du Midi
  - 5e étape du Tour de Belgique
  - Paris-Bruxelles
  - 2e de Paris-Tours
  - 2e du Tour de Belgique
  - 2e de Arlon-Ostende
  - 2e du Circuit de Champagne
  - 2e du Tour de la province de Milan
  - 3e de Liège-Bastogne-Liège
  - 3e de Paris-Roubaix
  - 4e de Bordeaux-Paris
- 1924
  - Paris-Bruxelles
  - Tour de Belgique :
    - Classement général
    - 3e étape

  - Paris-Lyon
  - 2e du Circuit de Champagne
  - 2e du championnat de Belgique sur route
  - 2e du Tour de la province de Milan
  - 3e de Paris-Roubaix
  - 3e du Tour des Flandres
  - 3e du GP Wolber
  - 9e de Milan-San Remo
- 1925
  - Paris-Roubaix
  - 2e étape du Tour du Pays basque
  - 9e du Tour de France
- 1926
  -  Champion de Belgique sur route
  - 4e étape du Tour de France
  - 2e étape du Tour de Belgique
  - 2e du Tour de Belgique
  - 3e du Circuit de Champagne
  - 3e de Paris-Bruxelles
  - 5e du Tour de France
  - 7e de Paris-Roubaix
- 1928
  - Six jours de Bruxelles (avec Henri Duray)
  - 2e du championnat de Belgique sur route

## Résultats sur le Tour de France
- 1920 : abandon (3e étape)
- 1921 : 16e, vainqueur d'étape
- 1922 : 3e, vainqueur d'étape
- 1923 : abandon (2e étape)
- 1924 : abandon (7e étape)
- 1925 : 9e
- 1926 : 5e, vainqueur d'étape